# Бенту, Паулу
Па́улу Жо́ржи Го́миш Бе́нту (порт. Paulo Jorge Gomes Bento; род. 20 июня 1969, Лиссабон) — португальский футболист и футбольный тренер. В игровой карьере выступал на позиции опорного полузащитника.
Будучи главным тренером, возглавлял сборные Португалии (2010—2014), Республики Корея (2018—2022) и ОАЭ (2023—2025).

## Карьера

### Игровая карьера
Начал карьеру в молодёжной команде клуба «Палменсе», откуда он перешёл в «Бенфику». Однако за два года так и не дебютировал в основе клуба и ушёл в «Эштрелу да Амадору». Первый сезон в команде начал в молодёжном составе, однако затем дебютировал в основном составе и помог клубу выиграть первый в их истории трофей — Кубок Португалии. В сезоне 1990/91 уже стал твёрдым игроком основного состава, проведя 25 игр.
Летом 1991 года перешёл в клуб «Витория» (Гимарайнш). Там футболист серьёзно повысил свой уровень игры: он стал незаменимым игроком центра поля. Его игру оценил один из лидеров португальского футбола — клуб «Бенфика», куда он перешёл в 1994 году. Проведя два года в «Бенфике» и выиграв Кубок страны, Бенту уехал в Испанию, в клуб «Реал Овьедо». Там португалец провёл 4 сезона, был капитаном команды.
В 2000 году Паулу Бенту вернулся в Португалию, в клуб «Спортинг» (Лиссабон), после того, как «Овьедо» не смог договориться с «Бенфикой» по поводу трансфера полузащитника. При этом он не мог в течение первых полугода выступать за клуб из-за дисквалификации его во всех соревнованиях УЕФА. В «Спортинге» Бенту провёл 4 сезона, выиграв с клубом чемпионат, Кубок и Суперкубок Португалии. В 2004 году он завершил свою игровую карьеру.
В составе сборной Португалии Бенту дебютировал 15 января 1992 года в товарищеской игре с Испанией, завершившейся вничью 0:0. После этого, он провёл ещё 34 игры за сборную. Он был участником чемпионата Европы 2000, где португальцы заняли 3-4 место, при этом уступив, по их мнению, в полуфинале Франции за счёт помощи линейного арбитра встречи, Игора Шрамке, сигнализировавшего главному судье о нарушении правил в штрафной площади, после чего был назначен пенальти; по окончании матча Бенту, недовольный действиями бокового судьи, плюнул Шрамке в лицо. За свои действия Бенту был дисквалифицирован УЕФА на 6 месяцев. Через два года Бенту выступил на чемпионате мира 2002, где Португалия выбыла уже после группового этапа. На этом же турнире, 14 июня 2002 года, Бенту провёл последний матч за сборную, в нём португальцы проиграли сборной Южной Кореи.

### Тренерская карьера

#### Работа в «Спортинге»

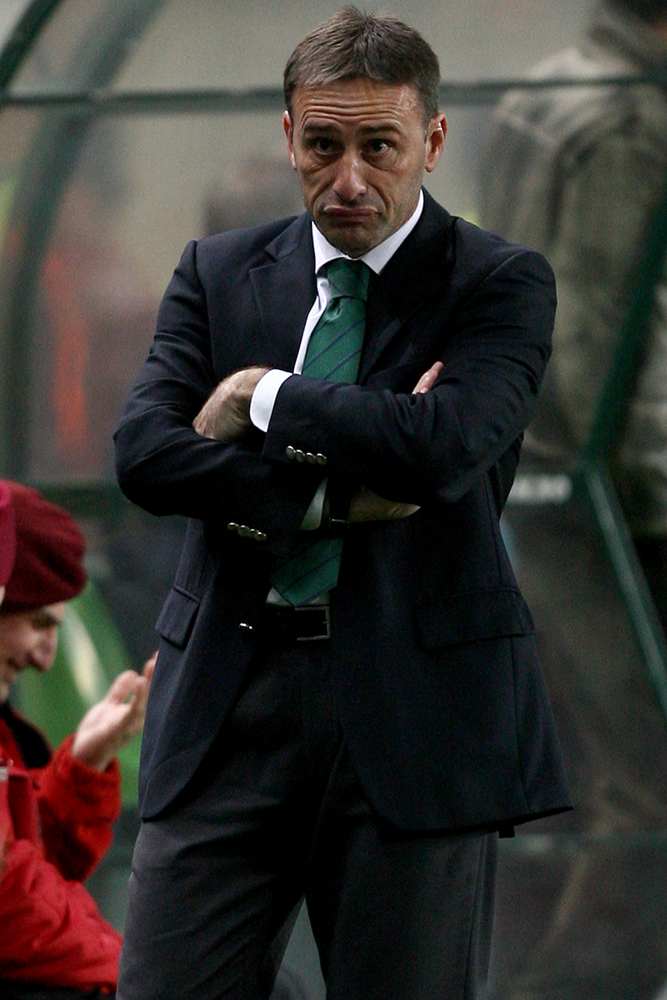
Бенту во время работы со «Спортингом»

Завершив карьеру игрока, Бенту стал главным тренером молодёжного состава «Спортинга» и в первом же сезоне выиграл юношеское первенство страны. После ухода с поста главного тренера первой команды клуб Жозе Пезейру, в октябре 2005 года Бенту возглавил основной состав команды, при этом, он тогда даже не имел тренерской лицензии. Некоторыми рассматривалась вероятность, что Бенту стал «временщиком», чтобы клуб смог подыскать другого тренера. Однако, под его руководством «Спортинг» провёл серию из 10 побед подряд и занял 2 место, позволившее клубу напрямую выйти в розыгрыш Лиги чемпионов. На следующий сезон клуб вновь занял второе место, а также одержал победу в Кубке и Суперкубке Португалии. После окончания сезона Бенту продлил контракт с клубом на 4 года.
В 2007 году Паулу начал строить новую команду «Спортинга», используя молодых игроков, которыми он руководил ещё в юношеской команде, включая Нани, Жуана Моутиньо и Мигела Велозу. С этими игроками в составе Бенту в третий раз подряд занял 2 место, на 1 очко отстав от чемпиона, клуба «Порту», а также выиграл второй раз подряд португальский Кубок и Суперкубок страны, став третьим тренером, выигравшим два Кубка подряд, и дошёл до финала Кубка лиги, где его команда проиграла по пенальти «Витории». По количеству завоёванных трофеев Бенту стал вторым в истории «Спортинга», а по количеству завоёванных кубков вторым после Жезуалду Феррейры во всём португальском футболе.
В сезоне 2008/09 «Спортинг» в четвёртый раз подряд занял второе место в чемпионате, таким образом повторив рекорды «Порту» и «Бенфики», занимавших вторые места в 1940-х и 1960-х годах. В том же сезоне клуб во второй раз подряд проиграл финал Кубка лиги, вновь уступив в серии послематчевых пенальти, на этот раз «Бенфике». Этот сезон был отмечен первыми недовольствами в игре «Спортинга» со стороны поклонников команды. По окончании того же сезона были проведены выборы нового президента клуба; им стал Жозе Эдуарду Биттенкурт, который, однако, полностью поддержал Бенту на посту главного тренера команды. После неудачного старта клуба в сезоне 2009/10 и явного недовольства фанатов действиями главного тренера Бенту, 5 ноября 2009 года после ничьи с «Вентспилсом», подал в отставку. Его срок работы на посту главного тренера команды стал вторым по длине за всю историю «Спортинга».

#### Работа со сборной Португалии
21 сентября 2010 года, после увольнения Карлуша Кейроша, Бенту был назначен главным тренером сборной Португалии, заключив контракт на 2 года. В первом матче под его руководством сборная обыграла команду Дании 3:1. В отборе на Евро-2012 португальцы выступали не очень уверенно, уступив первое место в группе Дании и лишь по дополнительным показателем опередили Норвегию, получив право играть в стыковых матчах. В стыковых матчах сборная Португалии уверенно переиграла Боснию и Герцеговину и пробились в финальный турнир Евро. Выступление на чемпионате в группе B португальцы начали с поражения от сборной Германии (0:1), однако после этого последовали победы на сборными Дании (3:2) и Нидерландов (2:1) и португальцам удалось выйти в плей-офф. В четвертьфинале в Варшаве, благодаря единственному голу забитому Криштиану Роналду, португальцы обыграли чехов, а в полуфинале в Донецке в серии пенальти уступили действующим и будущим чемпионам — испанцам.
Отборочный турнир чемпионата мира 2014 сборная Португалии завершила на втором месте в группе F, пропустив вперёд сборную России. Это позволило португальцам выйти в стыковые матчи за право попасть на бразильский мундиаль, на котором она не смогла выйти из группы. Стартовав с поражения от Албании (0:1) в квалификации Евро-2016, Бенту был отправлен в отставку.

#### Работа в «Крузейро»
11 мая 2016 года Бенту был назначен главным тренером бразильского клуба «Крузейро». Контракт подписан до декабря 2017 года. Он стал третьим иностранным тренером в истории «Крузейро» и первым — из Европы. Но уже 25 июля Бенту покинул пост главного тренера команды после поражения от «Спорт Ресифи»; клуб к тому момент занимал предпоследнее место в чемпионате страны.

#### «Олимпиакос» Пирей
11 августа 2016 года Паулу стал главным тренером клуба «Олимпиакос», подписав контракт на 2 года.

#### Работа в сборной ОАЭ
9 июля 2023 года Бенту сменил Родольфо Арруабаррену на посту главного тренера сборной ОАЭ. В своем дебютном матче 12 сентября он одержал победу со счетом 4:1 в товарищеской встрече против Коста-Рики в Загребе.
26 марта 2025 года Футбольная ассоциация ОАЭ уволила Бенту и его штаб, несмотря на гостевую победу со счетом 2:1 над Северной Кореей в отборочном турнире чемпионата мира.

## Достижения

### Как игрок
- Обладатель Кубка Португалии: 1990, 1996, 2002
- Чемпион Португалии: 2002
- Обладатель Суперкубка Португалии: 2002

### Как тренер
- Чемпион Португалии среди юношей: 2005
- Обладатель Кубка Португалии: 2007, 2008
- Обладатель Суперкубка Португалии: 2007, 2008
- Призёр Чемпионата Европы 2012
- Чемпион Греции: 2017